# Rybník, Revúca
Rybník este o comună slovacă, aflată în districtul Revúca din regiunea Banská Bystrica. Localitatea se află la altitudinea de 260 m deasupra n.m., se întinde pe o suprafață de 16,94 km2 și în 2017 număra 161 de locuitori. Se învecinează cu Sása, Višňové, Revúca, Kameňany, Španie Pole, Slizké, Lipovec și Ratkovská Lehota.

## Istoric
Localitatea Rybník este atestată documentar din 1266.

## Demografie
| An:                | 1994 | 2004    | 2014   | 2024   |
| ------------------ | ---- | ------- | ------ | ------ |
| Număr de persoane: | 131  | 161     | 154    | 146    |
| Diferență:         |      | +22,90% | −4,34% | −5,19% |

| An:                | 2023 | 2024   |
| ------------------ | ---- | ------ |
| Număr de persoane: | 151  | 146    |
| Diferență:         |      | −3,31% |